# Teoloyucan
Teoloyucan pertence à Região Tultitlán, é um dos municípios localizados ao norte do Estado de México, no México.